# Michel Serrault
Michel Lucien Serrault (Brunoy, 1928. január 24. – Honfleur, 2007. július 29.) háromszoros César-díjas francia színész. Több mint 150 filmben játszott.

## Élete
Michel Serrault 1928. január 24-én született Brunoy-ban Robert Serrault és Adeline Foulon gyermekeként. 1946-ban debütált színpadon. Az 1950-es években kabarékat rendezett, és játszott is bennük. 1954-től szerepelt filmekben.

## Magánélete
1958-ban feleségül vette Juanita Peyront.

## Filmjei
- 1955: Ördöngösök (Les diaboliques)
- 1957: Gyilkosok és tolvajok
- 1ö5ö: Nina
- 1960: A francia nő és a szerelem
- 1961: Candide, avagy a XX. század optimizmusa
- 1961: A szép amerikai
- 1963: Egy kis csibész viszontagságai
- 1963: Hogyan lettem vezérigazgató?
- 1964: Férfivadászat
- 1964: Alulról az ibolyát
- 1966: Szívkirály (1966)
- 1967: A négyes labor őrültje
- 1971: Esténként a kormoránok rikácsolnak a dzsunkák felett
- 1972: Le Viager
- 1972: A halott asszony visszatér
- 1972: Saint Tropez-ba költöztünk
- 1972: Párizsi alvilág
- 1972: A nagy kóceráj (Le grand bazar)
- 1974: A kegyelemdöfés
- 1977: Le roi des bricoleurs
- 1978: A mások pénze
- 1978: Őrült nők ketrece (La cage aux folles
- 1979: Hidegtál
- 1989: Őrült nők ketrece 2.
- 1981: Őrizetbevétel
- 1981: Malevil
- 1982: Kisvárosi fojtogató
- 1982: Végzetes kaland
- 1984: A pajzán Dagobert király
- 1984: Tiszta ügy
- 1985: Őrült nők ketrece 3.
- 1985: A gag királyai
- 1985: Csak kétszer halunk meg
- 1987: Egy házban az ellenséggel
- 1988: Ne ébreszd fel az alvó zsarut! (Ne réveillez pas un flic qui dort)
- 1989: Szerelmi komédia
- 1990: Doktor Petiot
- 1991: Héloïse
- 1992: Eladó város
- 1994: Bonsoir
- 1995: Nelly és Arnaud úr
- 1995: A boldogság a réten van
- 1996: Az arcátlan Beaumarchais
- 1997: Artemisia
- 1997: Gyilkos(ok)
- 1997: Senki többet
- 1999: A lápvidék gyermekei
- 2000: A szabad gondolkodó / A vágy forradalma (Le libertin)
- 2000: Marty világa
- 2000: Színészek
- 2001: Un cœur oublié
- 2001: Vajont-i gátszakadás
- 2001: Egy fecske csinált nyarat
- 2001: Belphégor – A Louvre fantomja (Belphégor, le fantôme du Louvre)
- 2001: 24 óra egy asszony életéből
- 2002: A pillangó (Le papillon)
- 2004: Albert, a fura fazon
- 2005: Fegyverszünet karácsonyra
- 2007: Lépj le hamar, és ne siess vissza!

## Művei
- Le cri de la Carotte (1995)

## Díjai
- César-díj (1979, 1982, 1996)
- David di Donatello-díj (1979)
- George Chamara-díj (1986)